# Cecuni
Cecuni este un sat din comuna Andrijevica, Muntenegru. Conform datelor de la recensământul din 2003, localitatea are 77 de locuitori (la recensământul din 1991 erau 120 de locuitori).

## Demografie
În satul Cecuni locuiesc 63 de persoane adulte, iar vârsta medie a populației este de 48,7 de ani (45,7 la bărbați și 51,4 la femei). În localitate sunt 33 de gospodării, iar numărul mediu de membri în gospodărie este de 2,33.
|  |

| Demografie | Demografie | Demografie |
| An         | Locuitori  | Locuitori  |
| ---------- | ---------- | ---------- |
|            |            |            |
|            |            |            |
|            |            |            |
|            |            |            |
| 1948       | 375        |            |
| 1953       | 400        |            |
| 1961       | 346        |            |
| 1971       | 282        |            |
| 1981       | 189        |            |
| 1991       | 120        | 120        |
| 2003       | 77         | 77         |

| \| Componența etnică conform recensământului din 2003[2] \| Componența etnică conform recensământului din 2003[2] \| Componența etnică conform recensământului din 2003[2] \| Componența etnică conform recensământului din 2003[2] \| Componența etnică conform recensământului din 2003[2] \| \| ----------------------------------------------------- \| ----------------------------------------------------- \| ----------------------------------------------------- \| ----------------------------------------------------- \| ----------------------------------------------------- \| \| \| \| \| \| \| \| Sârbi \| Sârbi \| \| 53 \| 68,83% \| \| Muntenegreni \| Muntenegreni \| \| 23 \| 29,87% \| \| necunoscută \| necunoscută \| \| 0 \| 0% \| |              |  |    |        |
| Componența etnică conform recensământului din 2003 |              |  |    |        |
| |              |  |    |        |
| Sârbi | Sârbi        |  | 53 | 68,83% |
| Muntenegreni | Muntenegreni |  | 23 | 29,87% |
| necunoscută | necunoscută  |  | 0  | 0%     |